# Saxifraga rufescens
Saxifraga rufescens är en stenbräckeväxtart som beskrevs av Isaac Bayley Balfour. Saxifraga rufescens ingår i Bräckesläktet som ingår i familjen stenbräckeväxter.

## Underarter
Arten delas in i följande underarter:
- S. r. flabellifolia
- S. r. uninervata

## Bildgalleri

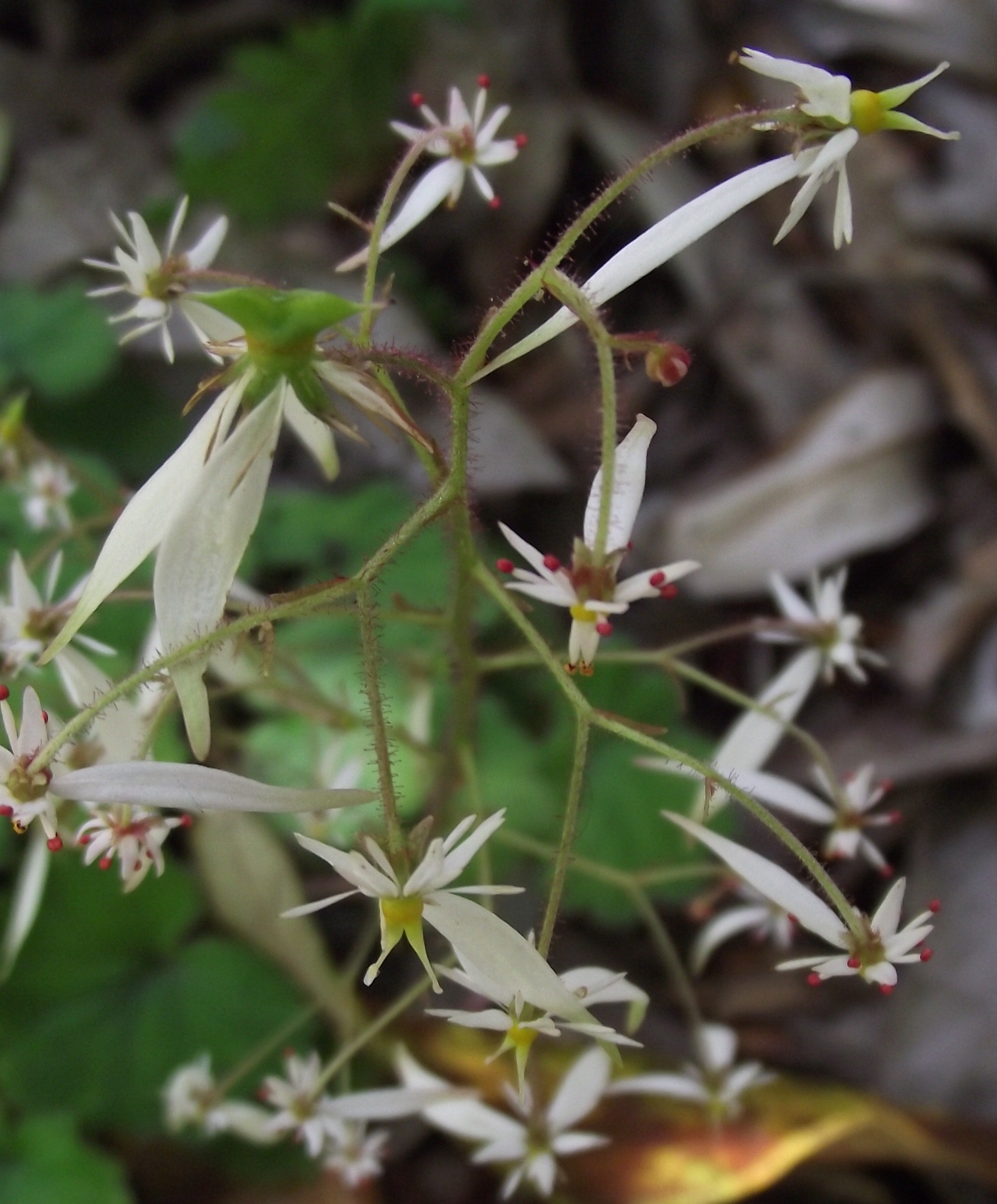